# Hustrupper
Hustrupper, egentligen och ursprungligen de trupper, som ha till åliggande att utgöra hedersvakt hos den regerandes person.

## Egentliga hustrupper
Som egentliga hustrupper - till skillnad från gardestrupper -  förekom under senare tid endast slottsgardeskompaniet i Preussen, slottsgrenadjärkompaniet m.fl. särskilda truppavdelningar i Tsarryssland, hovborgvakten och ungerska kronvakten i Österrike-Ungern
samt The Honourable Corps of Gentlemen at Arms, The Queen's Body Guard of the Yeomen of the Guard och The Royal Company of Archers, The Queen's Body Guard for Scotland i Storbritannien. Till skillnad från gardesförbanden tillhörde inte hustrupperna krigsmakten utan hovstaten.

## Sverige
I Sverige bar gardestrupperna, livregementets tre regementen och de båda livgrenadjärregementena benämningen Kungl. Maj:ts Liv- och Hustrupper.